# Lekkomyślność
Lekkomyślność (łac. luxuria) – forma winy nieumyślnej (świadoma wina nieumyślna), polegająca na tym, iż sprawca przewiduje możliwość popełnienia czynu zabronionego, ale bezpodstawnie przypuszcza, że popełnienia tego czynu uniknie, świadomie łamiąc zasady ostrożności.